# Souleymane Oularé
Souleymane Oularé (ur. 16 października 1972) – gwinejski piłkarz, grający na pozycji napastnika.

## Kariera
Pierwsze kroki w piłce nożnej stawiał w gwinejskim Horoya AC.
Większość swojej kariery spędził w Belgii, gdzie grał w siedmiu klubach: KFC Eeklo, K Sint-Niklase SKE, KSK Beveren, KSV Waregem, KRC Genk, KSK Heusden-Zolder i CS Visé. Najlepszy okres w swojej karierze spędził w Genku, gdzie w 84 meczach strzelił 37 bramek. Poza tym był również zawodnikiem Fenerbahçe SK, UD Las Palmas i Stoke City.
W 2006 roku zakończył karierę.
Występował również w reprezentacji Gwinei.